# Henry J. Sayers
Henry J. Sayers född 1854 i Toronto, Kanada död 1932 i New York City USA, amerikansk kompositör, sångtextförfattare och ledare för en arméorkester.